# III. Lajos itáliai király
III. (Vak) Lajos (882 körül – 928. június 28.), Provence királya 887-től, Itália királya 900-tól és rövid ideig római császár III. Lajos néven 901 és 905 között.

## Élete
Édesapja a Bosonida dinasztiából való Boso alsó-burgund király és provence-i trónbitorló (Boson V de Provence, 844–887), édesanyja Ermengard hercegnő (kb.850–896), II. Lajos német-római császár ifjabbik leánya volt.
Lajos követte apját a provence-i királyi trónon annak halála után, 887 januárjában. A provance-i nemesek a kiskorú Lajos mellé az özvegy Ermengard királynét választották régensnek, hogy a gyermek király a nagybátyjának, Igazságos Richárd burgund királynak támogatásával kormányozza az országot. Májusban Ermengard királyné elutazott rokonának, Kövér Károlynak udvarába, hogy fiát elismertesse királynak. Károly adoptálta Lajost, és védelme alá vette az anyát és fiát. 889-ben az asszony elutazott Karintiai Arnulfhoz, Károly utódjához, hogy megerősítse az engedelmességi esküt. 890-ben Valence-ben, egy főpapi és nemesi gyűlésen megválasztották Lajost Arles, Provence és Burgundia királyává. 894-ben Lajos személyesen tette hódolatát Arnulfnál.
896-ban Lajos hadat viselt a szaracénok ellen. Egész uralkodása alatt szembeszállt a muszlim hódítókkal, akik 889-ben Lajos királyi székhelyétől nem messze, Fraxietben rendezték be a központjukat.
901-ben császárrá koronázták. 905 azonban döntő év: I. Berengár itáliai király Lajost Veronában meglepte, szemét kitolatta, és arra kényszerítette, hogy hazájába, Provence-ba meneküljön. Császári címét 928-ban bekövetkezett haláláig megtartotta. Helyét Arles-i Hugó vette át Alsó-Burgundia régenseként, majd Lajos halála után Hugó itáliai király néven királyként is.